# Production d'huile
 (octobre 2018).
Si vous disposez d'ouvrages ou d'articles de référence ou si vous connaissez des sites web de qualité traitant du thème abordé ici, merci de compléter l'article en donnant les références utiles à sa vérifiabilité et en les liant à la section « Notes et références ».
La production d'huile est l'activité de transformation d'une matière première ou d'un produit agricole pour en extraire l'huile qu'elle contient. Elle concerne aussi bien les huiles alimentaires, telles l'huile d'arachide ou l'huile d'olive, que les huiles industrielles, telles l'huile moteur.

## Procédés industriels

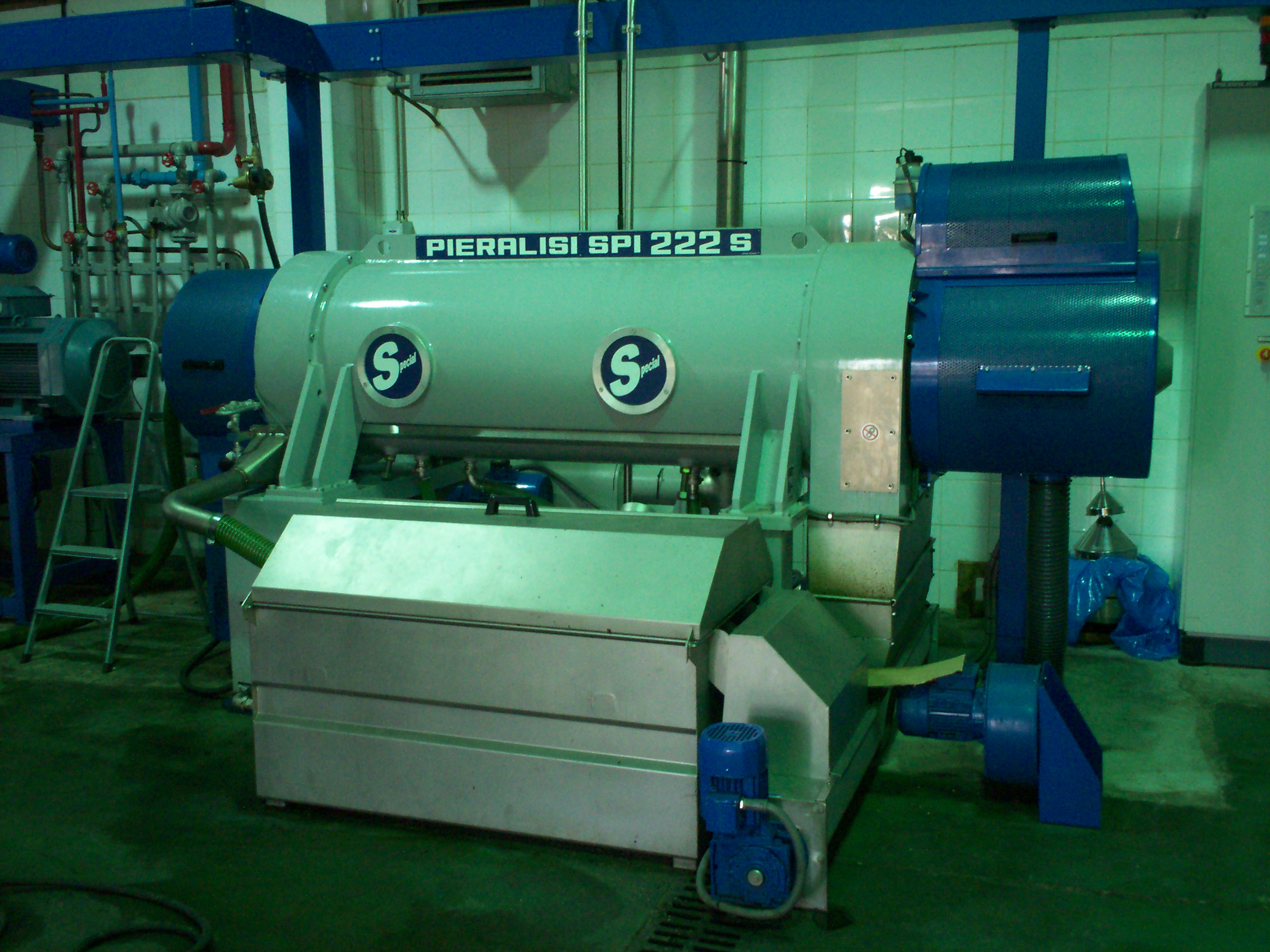
Pressoir en moulin à huile d'olive

Trois procédés industriels sont utilisés pour produire de l'huile :
- le pressage à l'aide d'un pressoir consiste à écraser la matière, à froid ou à chaud, pour en extraire l'huile. Il sert pour les huiles à base de végétaux ;
- la distillation, au moyen d'un colonne, consiste à chauffer la matière pour en séparer l'huile des autres composants en jouant sur les différences de températures d'ébullition. C'est le procédé de raffinage du pétrole et des huiles minérales en général ;
- la synthèse chimique consiste à fabriquer une huile, dite « de synthèse », par réaction à l'aide de réactifs chimiques.

## Huilerie
Une huilerie est une entreprise spécialisée dans la production d'huile végétale ou bien un local spécifique au stockage et à la distribution d'huiles et autres produits lubrifiants.

## Historique

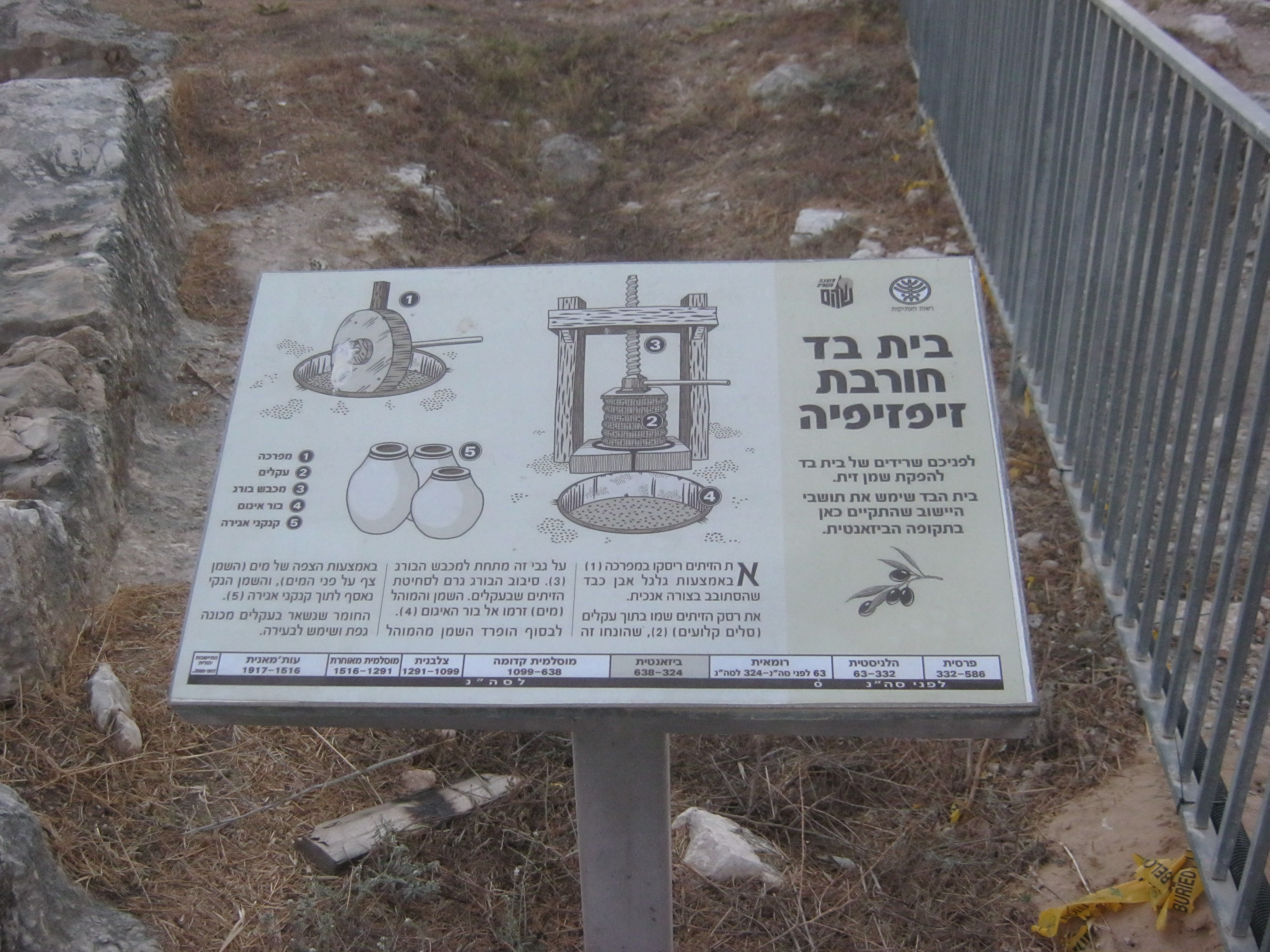
Antique procédé d'extraction de l'huile.

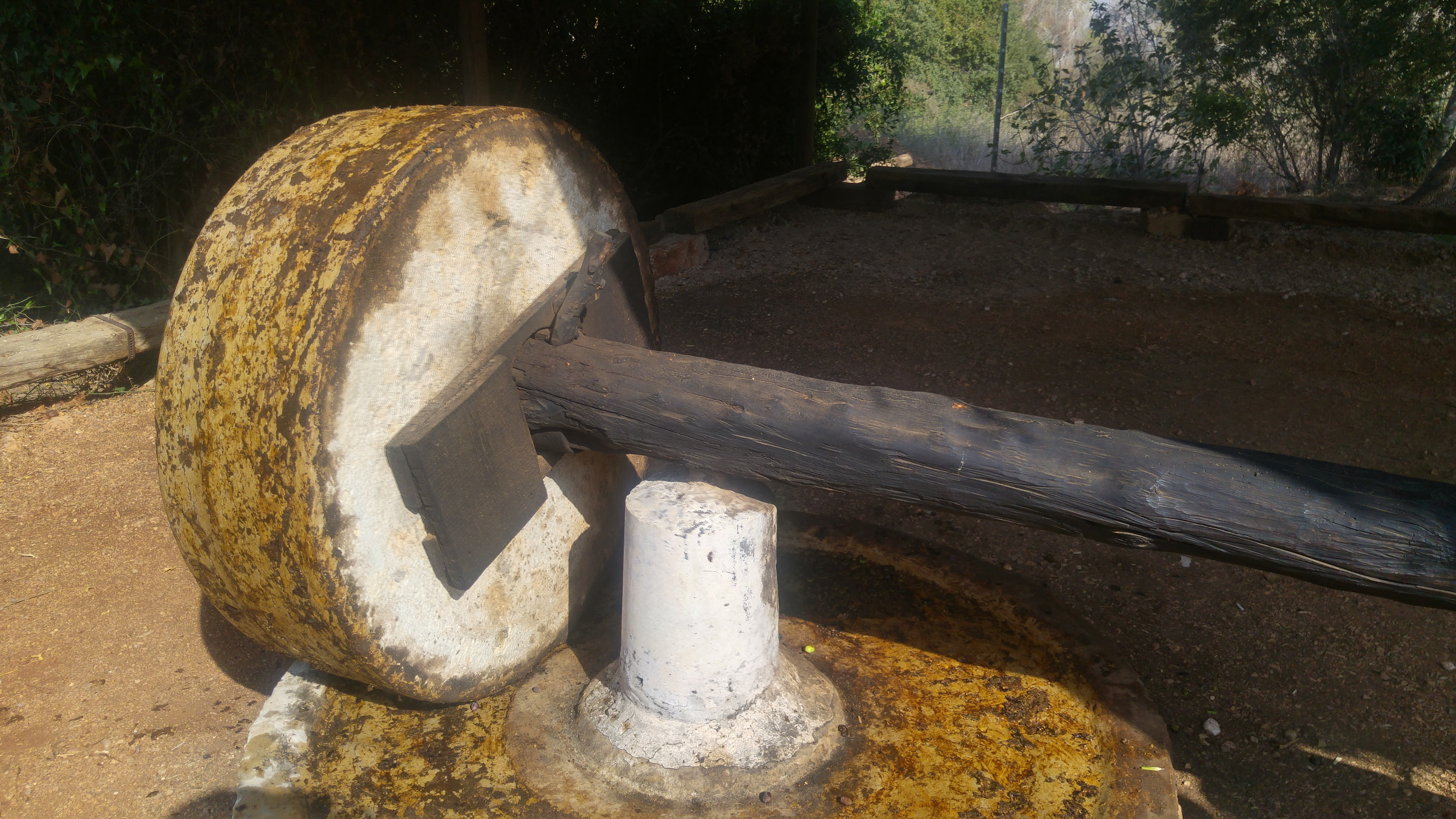
Ancien pressoir traditionnel à huile (Israël)

Histoire de l'huile d'arachide
Les Aztèques sont considérés comme les premiers producteurs d'huile. En effet, ils cultiveraient l'arachide pour en extraire l'huile depuis la nuit des temps. Cette huile d'arachide se serait mondialisée grâce aux Portugais et aux Espagnols durant leurs premiers voyages au XVIe siècle. Cette huile d'arachide se serait alors développée en Afrique et en Amérique latine qui compte encore aujourd'hui les plus gros producteurs d'huile d'arachide.[réf. nécessaire]
Histoire de l'huile d'olive
La découverte de l'huile d'olive et de ses différents usages est apparue il y a près de 6 000 ans[source insuffisante] au Moyen-Orient ou des traces d'oliveraies ont été retrouvées. Elle était convoitée en Haute Mésopotamie pour des usages alimentaires, pour l'éclairage mais aussi pour les soins de bien-être. Dans l'Antiquité, l'olivier est un arbre considéré comme sacré et qui impose le respect,.
L'huile d'olive était la plus réputée et ses bienfaits connus sur l'ensemble du bassin méditerranéen dans lequel s'est établi un vrai commerce de l'huile d'olive. Plus tard, en 900 av-J.C, la civilisation de l'Empire romain importe les oliviers et la transformation en huile dans tous les territoires conquis. Les Romains se chargent également d'apporter des améliorations considérables à la production et la conservation de cette huile. Plus tard, dans les années 1800, les premières importations d'huiles en Amérique du Nord ont lieu. Depuis, ce corps gras n'a cessé de s'étendre et de se faire connaître dans le monde entier.[réf. nécessaire]

## Procédés de transformation

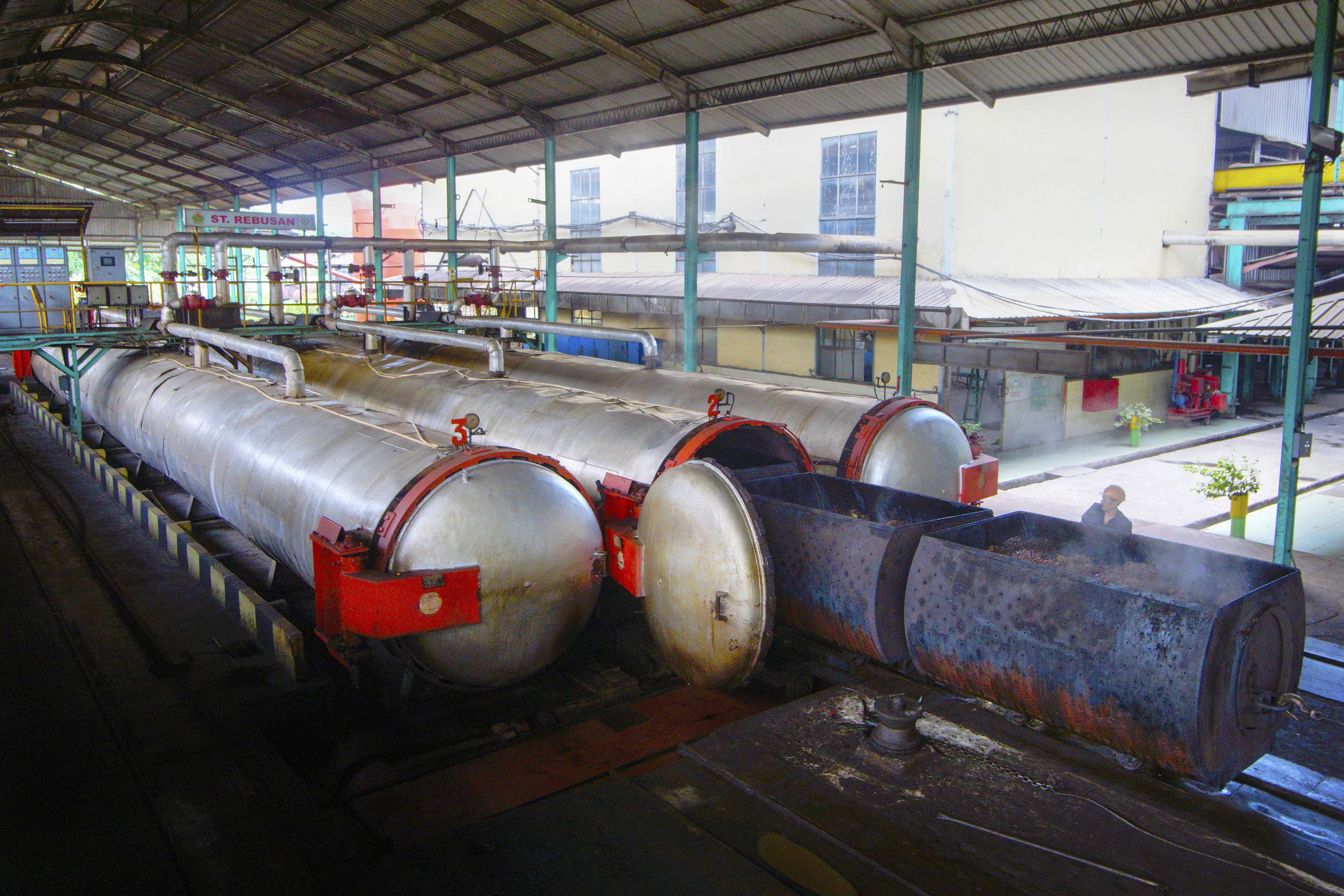
Stérilisateurs dans une usine de traitement de l’huile de palme : récipients utilisant de la vapeur avec une pression d’environ 3,0 kg / cm2, pour faire bouillir les fruits de palme (Indonésie)

- Pour la production d'huiles essentielles, on a recours à la distillation. Dans un premier temps, on utilise de la vapeur d’eau qui passe dans une cuve. Cette cuve est remplie de plantes aromatiques. La vapeur d’eau prend donc l’odeur de la plante en en extrayant l’essence. Ce mélange est homogène. On fait ensuite passer cette vapeur d’eau dans un tube afin de condenser la vapeur d’eau et l’huile.
- Pour la production d'huile naturelle, on utilise la technique de l'extraction (mécanique mais aussi extraction chimique). Elle se déroule en plusieurs étapes. On commence par rassembler dans une cuve les produits dont on va extraire l'huile. On procède ensuite au broyage, c'est-à-dire à la destruction de l'enveloppe ou membrane du produit afin d'en récupérer les sucs cellulaires. À la fin de l'étape du broyage, on obtient une substance semi-liquide appelée pâte d'huile. L'étape qui suit est le malaxage, qui consiste à mélanger doucement, à l'aide d'une machine avec des pales, la pâte d'huile afin d'arrêter l'émulsion entre l'huile et l'eau. Enfin, il y a la phase d'extraction, qui consiste à la séparation entre les moûts d'huile et les grignons.
- Pour la production d'huile de synthèse, deux méthodes sont privilégiées : la synthèse chimique et l'hydrocraquage.
  - La synthèse chimique est un procédé consistant à réaliser plusieurs réactions chimiques dans le but d’obtenir un produit.
  - L'hydrocraquage est une variante de la technique du craquage. Le craquage est une opération pendant laquelle on casse une molécule dite « complexe » afin d’obtenir des éléments plus petits. Pour cela on agit sur la température, la pression et le type de catalyseur. Pour ce qui est de l’hydrocraquage, il s’agit d’hydrogéner les molécules à l’aide du catalyseur.

## Différentes huiles
Il existe différents types d'huiles. On les différencie car leurs compositions et leurs procédés de fabrication sont différents.
- Les huiles essentielles
- Les huiles végétales
- Les huiles de synthèse

### Huiles essentielles
Définition ANSM
« Produit odorant, généralement de composition complexe, obtenu à partir d’une matière première végétale botaniquement définie, soit par entraînement par la vapeur d’eau, soit par distillation sèche, ou par un procédé mécanique approprié sans chauffage. L’huile essentielle est le plus souvent séparée de la phase aqueuse par un procédé physique n’entraînant pas de changement significatif de sa composition. »
Composition chimique
C'est un mélange de molécules, comprenant des terpènes (hydrocarbures non aromatiques) et des composés oxygénés (alcools, aldéhydes, cétones, ester).
Production
La distillation à vapeur d'eau, la pression à froid, l'extraction avec un solvant et l'enfleurage sont les différentes techniques d'extraction d'huiles essentielles. Ces huiles sont extraites de végétaux.

### Huiles végétales
- Définition[7] :

Une huile végétale est un corps gras extrait d'une plante oléagineuse, c'est-à-dire une plante dont les graines, noix ou fruits contiennent des lipides. On nomme également huile végétale les « macérats » huileux et les beurres végétaux.
- Composition chimique :

Les huiles végétales et les corps gras d’origine animale appartiennent à la classe des lipides. Ils sont essentiellement constitués de triglycérides et de constituants mineurs.
- Production :

Il existe deux procédés de production des huiles végétales  
- l'extraction par pression (« Fait uniquement intervenir des presses mécaniques. Par ce procédé, on obtient une huile très pure ne contenant aucune substance étrangère. Par contre, ce procédé ne retire pas l'entièreté de l'huile des graines. Il reste, selon le type de graines extraites, 9 à 20% d'huile dans le tourteau d'extraction. Cette parie de l'huile ne pourra donc pas être valorisée comme huile de consommation. Ceci explique pourquoi les huiles "pression" sont plus onéreuses que les huiles "solvant". ») ;
- et l'extraction par solvant (« Ce type d'extraction fait appel à des solvants organiques apolaires. Le solvant le plus utilisé est l'hexane (une essence issue du pétrole). L'hexane est prétendument éliminé de l'huile (voir plus loin) mais en réalité, il en reste une quantité non négligeable dans l'huile que nous consommons. Cette méthode est la plus utilisée pour l'extraction des huiles végétales, car elle permet de retirer plus d'huile que la méthode "pression". »).
Ces procédés sont les mêmes procédés d'extraction que ceux cités pour les huiles essentielles.

### Huiles de synthèse
Définition
Une huile synthétique est une huile produite pour obtenir une meilleure performance de lubrification. Ce procédé a été mis au point en Allemagne et utilisé intensivement pendant la Seconde Guerre mondiale parce que l'accès au pétrole brut était limité.
Production
La base de ces huiles est le pétrole brut. Après une distillation atmosphérique, on obtient de l'essence brute ainsi que des résidus. C'est avec ces résidus qu'on fabrique les huiles de synthèse. Les procédés de production sont l'hydrocraquage, la distillation et l'extraction par solvant.

## Recyclage de l'huile
L'huile alimentaire usagée est souvent jetée dans les éviers, causant l'asphyxie des bactéries chargées d'épurer l'eau, une augmentation du coût d'entretiens des systèmes d'assainissement et des stations d'épurations ainsi qu'une prolifération de micro-organismes pathogènes. L'huile  de vidange, quant à elle, contient de nombreux éléments toxiques pour la santé et l'environnement.[réf. nécessaire] Aujourd'hui, l'huile usée est la première cause de pollution de l'eau en ville.Dans un souci de préservation de l'environnement et de la santé, des méthodes de recyclage d'huile ont été mises en place :

- Pour une petite quantité d'huile alimentaire usagée, on peut la verser dans les poubelles générales destinées aux déchets ménagers
- Pour une grande quantité d'huile alimentaire usagée, on peut la transvaser dans une bouteille vide puis la déposer à la déchèterie ou dans un point de collecte spécifique organisé par les collectivités locales
- Pour l'huile de vidange, on peut utiliser des récipients spécifiques parfaitement étanches et pouvant se fermer pour recueillir le liquide nocif, puise les déposer en déchèterie ou chez certains garagistes et distributeurs automobiles.

Que deviennent ensuite ces huiles ?
Les huiles usagées permettent de créer du carburant, de nouvelles huiles ou encore de l'énergie, par exemple, les moteurs diesel peuvent fonctionner avec des huiles d'origine végétales. Ces énergies renouvelables ont un faible impact sur l'effet de serre.[réf. nécessaire]
Les huiles de vidange sont traitées dans des installations classées, soumises à autorisation et contrôles réguliers. 45% des huiles collectées sont régénérées afin de produire des huiles de base entrant dans la composition de nouveaux lubrifiants. Le reste est incinéré pour récupérer de l'énergie dans des installations industrielles autorisées comme les cimenteries, les usines de traitements des déchets ou les chaufferies.[réf. nécessaire]
Les huiles non recyclables sont brûlées pour produire de l'énergie. Elles rejoignent les centres d'incinération de déchets agrées. Les déchets ultimes qui résultent de cette combustion sont enfouis.[réf. nécessaire]